# 和平街道 (阜新市)
和平街道，是中华人民共和国辽宁省阜新市海州区下辖的一个乡镇级行政单位。

## 行政区划
和平街道下辖以下地区：
益民社区、光明社区、大众社区、和平社区和建设社区。